# Kim Janey
Kim M. Janey, née le 16 mai 1965 à Roxbury, Boston, est une femme politique américaine, maire par intérim de Boston. Elle est la première femme et la première personne noire à devenir maire de la ville,. Elle est membre du conseil municipal de Boston depuis janvier 2018, représentant le district 7 (qui comprend Roxbury, avec des parties de South End, Dorchester et Fenway), et a été choisie comme présidente du conseil en janvier 2020. Elle est membre du Parti démocrate. Janey est devenu maire intérimaire de Boston après le départ de Marty Walsh du poste lorsqu'il a été confirmé comme secrétaire au travail des États-Unis.

## Biographie

### Enfance, formations et débuts
Kim M. Janey  est née le 16 mai 1965 à Roxbury, Boston, de Clifford B. Janey et Phyllis Janey. Ses parents ont divorcé quand elle était jeune. Son père est né à Roxbury et est diplômé de l'université du Nord-Est. Il a enseigné et travaillé comme administrateur d'école à Boston. Il a servi comme surintendant du système scolaire de Rochester, New York, et plus tard était surintendant pour les écoles publiques du district de Columbia. Les lieux de naissance de ses ancêtres comprennent la Caroline du Nord du côté de sa mère, la Guyane, la Virginie, la Nouvelle-Écosse et le Massachusetts du côté de son père. La lignée Néo-Écossaise reflète probablement les esclaves qui ont fui au Canada dans la première moitié du XIXe siècle. Un grand-père est né à Chelsea en 1915 et un arrière-grand-père à Medford en 1890. Elle "a de la famille dans la ville de Boston depuis six générations".
Quand elle avait onze ans, Kim Janey a fréquenté l'école à Charlestown, Boston. Elle, avec d'autres étudiants, a été transportée en bus de Roxbury à Charlestown, dans le cadre du plan controversé de déségrégation scolaire mandaté par le tribunal de Boston. Elle a ensuite fréquenté le lycée à Reading, Massachusetts, dans le cadre d'un programme volontaire qui permettait aux étudiants du centre-ville de se rendre dans les banlieues voisines pour le lycée. Elle a donné naissance à une fille à l'âge de 16 ans. Après avoir obtenu son diplôme d'études secondaires, elle a travaillé pour élever sa fille et a fréquenté un collège communautaire. Elle est entrée au Smith College mais a interrompu ses études pour s'occuper de son grand-père après la mort de sa grand-mère.
En 1994, Janey a obtenu un baccalauréat ès arts du Smith College, où elle a participé au programme de bourses Ada Comstock conçu pour les étudiants plus âgés que l'âge traditionnel des étudiants,.

### Carrière
Janey a travaillé comme organisatrice communautaire pour "Parents United for Child Care". Elle a rejoint le Massachusetts Advocates for Children, une organisation à but non lucratif, en 2001 et a occupé plusieurs postes différents avant de devenir directrice principale de projet en 2001.

#### Conseil municipal de Boston
Janey a été élue pour la première fois au conseil municipal en novembre 2017, en tant que représentante du district 7, qui comprend Roxbury, et certaines parties de Dorchester, du Fenway et du South End. Son adversaire dans la course était Rufus Faulk. Elle a remporté l'élection à faible taux de participation avec 55,5 % des 8 901 votes exprimés. Lorsqu'elle a prêté serment en janvier 2018, elle est devenue la première femme à représenter le district 7 au conseil . Au cours de son premier mandat, elle a coordonné le projet d'adoption d'une ordonnance municipale changeant la façon dont les dispensaires publics obtiennent des licences pour la marijuana; établissant un conseil indépendant pour examiner les demandes, au contraire des licences attribuées auparavant par le bureau du maire.
Janey a été réélue en novembre 2019 avec plus de 70 % des suffrages exprimés dans son district. En tant que membre du Conseil, elle s'est concentrée sur l'éducation et la justice sociale. Elle soutient le changement de la méthode de sélection des membres du comité de l'école de Boston. Actuellement, ils sont nommés par le maire ; Janey soutient un retour aux élections pour le comité d'école.
En janvier 2020, Janey a été élue présidente du conseil municipal par ses collègues conseillers.

#### Maire par intérim de Boston
Le 7 janvier 2021, le président élu Joe Biden a choisi le maire de Boston, Marty Walsh, comme candidat au poste de secrétaire au Travail. Le 22 mars 2021, Walsh a été confirmé par le Sénat américain; il a démissionné de son poste de maire dans la même journée. Janey, en tant que président du conseil municipal, est devenu le maire par intérim de Boston, comme prescrit par la charte de la ville de Boston. Janey est la première femme et la première personne de couleur à devenir maire de Boston,. Une cérémonie officielle d'assermentation a eu lieu le 24 mars. Janey est éligible pour le reste du mandat de Walsh, le prochain maire de la ville devant être sélectionné en novembre lors de l'élection du maire de Boston en 2021. Janey se présente aux primaires mais est battue : elle apporte son soutien à Michelle Wu, qui remporte les élections municipales le 3 novembre 2021 et succède à Janey le 16 novembre.

## Vie privée
Janey vit dans le quartier de Roxbury à Boston. Elle a une fille née vers 1981 et trois petits-enfants.

## Prix
En 2015, Janey a reçu le Boston NAACP Difference Maker Award. En janvier 2020, elle a reçu le Hubie Jones Award du Boston Children's Chorus.